# Східний Сіккім
Східний Сіккім (англ. East Sikkim) — округ індійського штату Сіккім, географічно розташований на південному сході штату. Адміністративним центром округу є столиця штату місто Ґанґток.
Площа округу становить 964 км², а населення близько 244 тис. (2001 рік) мешканців. Громадянські райони округу управляються інспектором округу (district collector), призначеним урядом штату, тоді як значна територія належить до юрисдикції військовиків. Через стратегічне значення округу, практично вся територія на схід від Ґанґтоку і до кордону з КНР та Бутаном підпорядкована індійській армії. Відвідування цих територій туристами обмежене лише кількома туристичними ділянками.
Популярними туристичними місцями округу є озеро Цонґмо та перевал Нату-Ла. Перевал Нату-Ла є частиною однієї з гілок стародавнього Шовкового шляху, що сполучав Тибет з Індією. Відвідування перевалу дозволене суто громадянам Індії, для цього їм потрібно отримати спеціальний дозвіл, що треба зробити щонайменше за день до відвідування в туристичному офісі. Інші відомі місця включають Ґанґток та монастирі Пходонґ і Румтек.
Населення Східного Сіккіму є переважно етнічними непальцями, що переселилися сюди після встановлення над Сіккімом британського протекторату в 19 столітті. Інші етнічні групи включають бхутія, тибетців та лепча. Головною мовою спілкування є непальська, проте офіційною мовою є англійська.
Історично майже увесь час з моменту встановлення державності округ був частиною королівства Сіккім. В 19 столітті округ тимчасово потрапив під владу Бутану, а після Англо-бутанської війни територія була повернена Сіккіму, але фактично опинилася під британським контролем. Зі здобуттям незалежності Індією в 1947 році, населення Сіккіму проголосувало проти вступу до Союзу, і Сіккім залишився королівством під індійським протекторатом, зокрема оборону штату здійснювала індійська армія. Протягом Китайсько-індійської прикордонної війни 1962 року на перевалі Нату-Ла відбулися незначні сутички між сторонами конфлікту. 1975 року Сіккім увійшов до Індії як штат.